# Forma ternaria

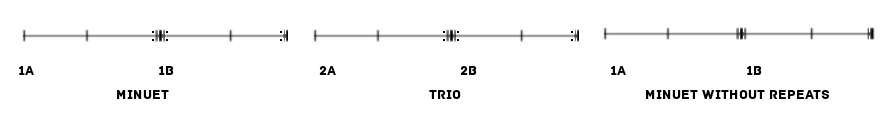
Diagramma di un minuetto e trio

La forma ternaria, a volte chiamata forma tripartita o forma canzone, è una forma musicale in tre parti composta da una sezione di apertura (A), una sezione successiva (B) e quindi una ripetizione della prima sezione (A). Di solito è schematizzata come A–B–A. Gli esempi comprendono l'aria con da capo "The trumpet shall sound" dal Messiah di Händel, il Preludio in re bem. magg. (Op. 28) e il coro di apertura della Passione secondo san Giovanni di Bach.

## Forma ternaria semplice
Nella forma ternaria ogni sezione è autonoma sia tematicamente che tonalmente (cioè ogni sezione contiene temi distinti e completi), e termina con una cadenza autentica. La sezione B è generalmente in una tonalità contrastante ma strettamente correlata, di solito una quinta giusta sopra o minore parallela della chiave originale della sezione A; tuttavia in molte opere del periodo classico, la sezione B rimane nella tonica ma ha materiale tematico contrastante. Di solito ha anche un carattere contrastante; per esempio la sezione A potrebbe essere rigida e formale mentre la sezione B contrastante sarebbe melodiosa e fluente.

### Ariada capo
Le arie d'opera barocche e un numero considerevole di arie di musica sacra barocca erano dominate dalle arie da capo che erano in forma ABA. Un modello frequente di questa forma iniziava con una lunga sezione A in tonalità maggiore, una breve sezione B nella tonalità minore relativa, che sviluppava leggermente il materiale tematico della sezione A e poi una ripetizione della sezione A. Per convenzione nella terza sezione (la ripetizione della sezione A dopo la sezione B) i solisti possono aggiungere qualche ornamento o brevi variazioni improvvisate. Nella musica classica successiva tali cambiamenti potevano essere stati scritti nella partitura. In questi casi, l'ultima sezione è talvolta etichettata come A' o A1 per indicare che è leggermente diversa dalla prima sezione A.

## Forma ternaria o trio composti
In una forma trio ogni sezione è un movimento di danza in forma binaria (due sottosezioni che vengono ripetute ciascuna) e un movimento di trio contrastante sempre in forma binaria con ripetizioni. Un esempio è il minuetto  e il trio della Sinfonia Sorpresa di Haydn. Il minuetto è costituito da una sezione (1A) che viene ripetuta e da una seconda sezione (1B) anch'essa ripetuta. La sezione trio segue lo stesso formato (2A ripetuto e 2B ripetuto). Il minuetto completo viene quindi riprodotto di nuovo alla fine del trio rappresentato come: [(1A–1A–1B–1B) (2A–2A–2B–2B) (1A–1A–1B–1B)]. Per convenzione nella seconda interpretazione del minuetto, le sezioni non vengono ripetute con lo schema [(1A–1A–1B–1B) (2A–2A–2B–2B) (1A–1B)]. Il trio può anche essere indicato come doppio o come I/II, come nella polacca e doppio (o Polacca I/II) di Bach dalla sua seconda suite orchestrale  e dalla sua bouree e doppio (o Bouree I/II) dalle sue seconde Suite inglesi per clavicembalo.
The scherzo and trio, which is identical in structure to other trio forms, developed in the late Classical period. Examples include the scherzo and trio (second movement) from Beethoven's Sinfonia n. 9 and the scherzo and trio in Schubert's Quintetto per archi. Another name for the latter is "composite ternary form".Lo scherzo e trio, che è identico nella struttura ad altre forme di trio, si svilupparono nel tardo periodo classico. Gli esempi includono lo scherzo e il trio (secondo movimento) dalla Sinfonia n. 9 di Beethoven e lo scherzo e trio nel Quintetto per archi di Schubert. Un altro nome per quest'ultimo è "forma ternaria composita".
I movimenti in forma di trio (specialmente lo scherzo) scritti dalla prima era romantica a volte includono una breve coda (un finale unico per completare l'intero movimento) ed eventualmente una breve introduzione. Il secondo movimento della Sinfonia n. 9 di Beethoven è scritto in questo stile che può essere schematizzato come [(INTRO) (1A–1A–1B–1B) (2A–2A–2B–2B) (1A–1B) (CODA)].
Anche le polche sono spesso in forma ternaria composta.

### Forma quasi composta
Occasionalmente la sezione A o la sezione B di un movimento simile a una danza non è divisa in due parti ripetute. Ad esempio, nel Minuetto nel Quartetto per archi op. 76 n. 6 di Haydn, il Minuetto è in forma binaria standard (sezione A e B) mentre il trio è in forma libera e non in due sezioni ripetute. Haydn ha etichettato la sezione B "Alternativa", un'etichetta usata in alcuni pezzi barocchi (sebbene la maggior parte di questi pezzi fossero in una corretta forma ternaria composta).

## Forma ternaria all'interno di una forma ternaria
In una forma ternaria complessa ogni sezione è essa stessa in forma ternaria nello schema di [(A–B–A)(C–D–C)(A–B–A)] Per convenzione ogni parte viene ripetuta e solo alla sua prima esecuzione: [(A–A–B–B–A)(C–C–D–D–C)(A–B–A)] . Un esempio sono gli Impromptus (Op. 7) di Jan Voříšek.
Le forme ternarie espanse sono particolarmente comuni tra i compositori dell'era romantica; per esempio, la Polacca Op. 40 n. 1 "Militare" è nella forma [(A–A–B–A-B–A)(C–C–D–C-D–C)(A–B–A)], dove le sezioni A e B e le sezioni C e D vengono ripetute come un gruppo, e il tema originale torna alla fine senza ripetizioni.